# Coupe d'Asie (tennis de table)
 (août 2019).
La Coupe d'Asie est un tournoi annuel de tennis de table organisé par l'Union du tennis de table asiatique (ATTU). La première édition s'est déroulée en 1983, avec dès le départ les deux événements simples hommes et simple femmes. Seulement 16 joueurs sont invités, avec un maximum de 2 joueurs du même pays. Depuis 2013, la Coupe d'Asie est une étape reconnue pour la qualification à la Coupe du monde.
En 2017, le Chinois Lin Gaoyuan crée la surprise en remportant le tournoi, alors qu'il était seulement le huitième mieux classé et le numéro 28 mondial, s'imposant en finale face à son compatriote et numéro 2 mondial Fan Zhendong.
La Coupe du monde ne regroupe que deux événements : le tournoi simples hommes et le tournoi simples femmes. Néanmoins, entre 1993 et 1997, trois éditions ont proposé les épreuves de doubles messieurs et doubles dames.

## Joueurs[4]
Les joueurs sélectionnés pour participer à la Coupe d'Asie sont les suivants :
- Le tenant du titre ;
- Le champion d'Asie de l'année en cours, les Championnats d'Asie se déroulant généralement plus tôt dans l'année ;
- Les dix joueurs asiatiques les mieux classés au classement mondial du mois précédent ;
- Quatre représentants régionaux, un de chacune des régions suivantes : Asie du Sud, Asie du Sud-Est, Asie de l'Ouest et Asie centrale.
- Si le tenant du titre est le même joueur que le champion d'Asie, alors est invité le onzième joueur dans le classement mondial.

## Système de jeu[4]
Les joueurs représentants régionaux sont généralement les quatre joueurs les moins bien classés, ils jouent en poule D. Les 12 autres joueurs sont répartis dans les poules A, B, C. Après la phase de poules, les troisièmes de poules et le vainqueur de la poule D se rencontrent et les deux meilleurs sont sélectionnés avec les vainqueurs et finalistes de poules A, B, C pour la phase à élimination directe, qui commence donc directement par les huitièmes de finale.
Les matches de poules sont joués aux meilleurs de cinq manches, tandis que les matches de la phase à élimination directe sont remportés aux meilleurs de sept manches. De par l'organisation de la Coupe par l'ATTU, elle-même affiliée à la Fédération internationale de tennis de table, les autres règles de jeu sont les mêmes que pour les autres compétitions internationales.

## Récompenses
Le prix total doit être compris entre 60 000 et 100 000 USD.
Cepenant, la somme totale en 2017 était de 50 000 USD. Les récompenses pour l'édition 2017 ont été réparties comme suit :
- le champion et la championne reçoivent chacun 7 000 USD ;
- les finalistes homme et femme reçoivent chacun 3 500 USD.

Le reste est divisé entre les joueurs :
| Position | Hommes | Femmes |
| -------- | ------ | ------ |
| 1        | 7 000  | 7 000  |
| 2        | 3 500  | 3 500  |
| 3        | 2 000  | 2 000  |
| 4        | 1 700  | 1 700  |
| 5        | 1 500  | 1 500  |
| 6        | 1 300  | 1 300  |
| 7        | 1 200  | 1 200  |
| 8        | 1 000  | 1 000  |
| 9-10     | 800    | 800    |
| 11-16    | 700    | 700    |
| Total    | 25 000 | 25 000 |

## Résultats

### Simples messieurs
| Année           | Ville hôte        | Or                | Argent           | Bronze           |
| --------------- | ----------------- | ----------------- | ---------------- | ---------------- |
| 1983            | Wuxi              | Cai Zhenhua       | Jiang Jialiang   | Xie Saike        |
| 1984            | New Delhi         | Hui Jun           | Cai Zhenhua      | Xie Saike        |
| 1985            | Singapour         | Chen Longcan      | Jiang Jialiang   | Teng Yi          |
| 1986            | Karachi           | Wei Qingguang     | Fan Changmao     | Kim Song-hui     |
| 1987            | Séoul             | Teng Yi           | Chen Longcan     | Kim Ki-taik      |
| 1988            | Manille           | Wei Qingguang     | Chen Longcan     | Kim Taek-soo     |
| 1989            | Beijing           | Kiyoshi Saito     | Ma Wenge         | Chen Longcan     |
| 1991 (mai)      | Dhaka             | Wang Yonggang     | Lee Chul-seung   | Kim Guk-chol     |
| 1991 (novembre) | Manille           | Kim Guk-chol      | Kim Song-hui     | Lee Chul-seung   |
| 1992            | Hong Kong         | Ma Wenge          | Lee Sang-joon    | Lo Chuen Tsung   |
| 1993            | Shunde            | Li Gun-sang       | Wang Tao         | Liu Guoliang     |
| 1994            | Shanghai          | Lin Zhigang       | Xiong Ke         | Yoo Nam-kyu      |
| 1996            | New Delhi         | Ma Lin            | Wang Liqin       | Shinnosuke Kiho  |
| 1997            | Pune              | Guo Keli          | Chetan Baboor    | Lin Zhigang      |
| 2000            | Mumbai            | Chen Tianyuan     | Hao Shuai        | Chetan Baboor    |
| 2000            | Mumbai            | Chen Tianyuan     | Hao Shuai        | Leung Chu Yan    |
| 2003            | Téhéran           | Ye Ruoting        | Jong Kwan-hoyk   | Zhang Yang       |
| 2004            | Bandar-e Mahchahr | Cheung Yuk        | Xu Hui           | Hou Yingchao     |
| 2005            | New Delhi         | Wang Hao          | Hao Shuai        | Li Ching         |
| 2005            | New Delhi         | Wang Hao          | Hao Shuai        | Yang Zi          |
| 2006            | Kobe              | Wang Hao          | Chen Qi          | Chiang Peng-lung |
| 2007            | Hanoi             | Gao Ning          | Kim Jung-hoon    | Jun Mizutani     |
| 2008            | Sapporo           | Ma Long           | Chen Qi          | Gao Ning         |
| 2009            | Hangzhou          | Ma Long           | Wang Hao         | Zhang Jike       |
| 2010            | Guangzhou         | Zhang Jike        | Gao Ning         | Xu Xin           |
| 2011            | Changsha          | Ma Long           | Xu Xin           | Kaii Yoshida     |
| 2012            | Guangzhou         | Xu Xin            | Maharu Yoshimura | Jiang Tianyi     |
| 2013            | Hong Kong         | Xu Xin            | Yan An           | Chuang Chih-yuan |
| 2014            | Wuhan             | Ma Long           | Fan Zhendong     | Jun Mizutani     |
| 2015            | Jaipur            | Xu Xin            | Fan Zhendong     | Jun Mizutani     |
| 2016            | Dubai             | Xu Xin            | Zhang Jike       | Wong Chun Ting   |
| 2017            | Ahmedabad         | Lin Gaoyuan       | Fan Zhendong     | Lee Sang-su      |
| 2018            | Yokohama          | Fan Zhendong      | Lin Gaoyuan      | Lee Sang-su      |
| 2019            | Yokohama          | Fan Zhendong      | Ma Long          | Koki Niwa        |
| 2022            | Bangkok           | Tomokazu Harimoto | Lim Jong-hoon    | Chuang Chih-yuan |
| 2025            | Shenzen           | Wang Chuqin       | Liang Jingkun    | Lin Shidong      |

### Simples femmes
| Année           | Ville hôte | Or           | Argent       | Bronze           |
| --------------- | ---------- | ------------ | ------------ | ---------------- |
| 1983            | Wuxi       | Cao Yanhua   | Tong Ling    | Jiao Zhimin      |
| 1984            | New Delhi  | Tong Ling    | Ni Xia Lian  | Lee Mi-woo       |
| 1985            | Singapour  | Jiao Zhimin  | Ni Xia Lian  | Cho Jong-hui     |
| 1986            | Karachi    | Hu Xiaoxin   | Zhu Juan     | Cho Jong-hui     |
| 1987            | Séoul      | Jiao Zhimin  | Li Huifen    | Hyun Jung-hwa    |
| 1988            | Manila     | Deng Yaping  | Li Huifen    | Chai Po Wa       |
| 1989            | Beijing    | Yu Sun-bok   | Qiao Hong    | Chai Po Wa       |
| 1991 (mai)      | Dhaka      | Lee Jong-suk | Fan Jianxin  | Zhang Qin        |
| 1991 (novembre) | Manille    | Liu Wei      | Deng Yaping  | Chai Po Wa       |
| 1992            | Hong Kong  | Deng Yaping  | Guo Jun      | Chan Tan Lui     |
| 1993            | Shunde     | Liu Wei      | Qiao Hong    | Ri Pun-hui       |
| 1994            | Shanghai   | Qiao Hong    | Kim Moo-kyo  | Jing Junhong     |
| 1996            | New Delhi  | Wu Na        | Li Ju        | Chai Po Wa       |
| 1997            | Pune       | Wang Chen    | Kim Boon-sik | Miyoko Takahashi |
| 2000            | Mumbai     | Tang Yuan    | Guo Yue      | Lao Sui Fei      |
| 2000            | Mumbai     | Tang Yuan    | Guo Yue      | Zhang Xueling    |
| 2003            | Kitakyushu | Fan Ying     | Jiang Huajun | Tie Yana         |
| 2004            | Kitakyushu | Tie Yana     | Ai Fukuhara  | Li Jiawei        |
| 2005            | New Delhi  | Guo Yan      | Li Xiaoxia   | Tie Yana         |
| 2005            | New Delhi  | Guo Yan      | Li Xiaoxia   | Zhang Rui        |
| 2006            | Kobe       | Wang Nan     | Li Jiawei    | Li Nan           |
| 2007            | Hanoi      | Jiang Huajun | Wang Yuegu   | Kasumi Ishikawa  |
| 2008            | Sapporo    | Guo Yue      | Feng Tianwei | Li Jiawei        |
| 2009            | Hangzhou   | Guo Yue      | Liu Shiwen   | Ding Ning        |
| 2010            | Guangzhou  | Liu Shiwen   | Ding Ning    | Feng Tianwei     |
| 2011            | Changsha   | Guo Yan      | Jiang Huajun | Guo Yue          |
| 2012            | Guangzhou  | Liu Shiwen   | Wu Yang      | Li Jiawei        |
| 2013            | Hong Kong  | Liu Shiwen   | Wu Yang      | Kasumi Ishikawa  |
| 2014            | Wuhan      | Ding Ning    | Li Xiaoxia   | Yu Mengyu        |
| 2015            | Jaipur     | Feng Tianwei | Liu Shiwen   | Zhu Yuling       |
| 2016            | Dubai      | Liu Shiwen   | Li Xiaoxia   | Feng Tianwei     |
| 2017            | Ahmedabad  | Zhu Yuling   | Liu Shiwen   | Kasumi Ishikawa  |
| 2018            | Yokohama   | Zhu Yuling   | Chen Meng    | Kasumi Ishikawa  |
| 2019            | Yokohama   | Zhu Yuling   | Chen Meng    | Kasumi Ishikawa  |
| 2022            | Bangkok    | Wang Yidi    | Mima Ito     | Manika Batra     |
| 2025            | Shenzen    | Wang Manyu   | Sun Yingsha  | Kuai Man         |

### Hommes par équipes
| Année | Ville hôte | Or    | Argent       | Bronze |
| ----- | ---------- | ----- | ------------ | ------ |
| 1993  | Shanghai   | Chine | Corée du Sud | Taiwan |
| 1993  | Shanghai   | Chine | Corée du Sud | Japon  |
| 1995  | Shanghai   | Chine | Corée du Sud |        |
| 1997  | Shanghai   | Japon | Chine        | Taiwan |

### Femmes par équipes
| Année | Ville hôte | Or    | Argent       | Bronze       |
| ----- | ---------- | ----- | ------------ | ------------ |
| 1993  | Shanghai   | Chine | Hong Kong    | Corée du Sud |
| 1993  | Shanghai   | Chine | Hong Kong    | Japon        |
| 1995  | Shanghai   | Chine | Corée du Sud |              |
| 1997  | Shanghai   | Chine | Japon        | Hong Kong    |

## Médailles
Mise à jour le 23.02.2025
| Rang  | Nation         | Or | Argent | Bronze | Total |
| ----- | -------------- | -- | ------ | ------ | ----- |
| 1     | Chine          | 50 | 45     | 18     | 113   |
| 2     | Corée du Nord  | 4  | 1      | 5      | 10    |
| 3     | Hong Kong      | 3  | 1      | 14     | 18    |
| 4     | Singapour      | 2  | 4      | 10     | 16    |
| 5     | Japon          | 1  | 2      | 8      | 11    |
| 6     | Corée du Sud   | 0  | 6      | 6      | 12    |
| 7     | Inde           | 0  | 1      | 1      | 2     |
| 8     | Taipei chinois | 0  | 0      | 2      | 2     |
| Total | Total          | 58 | 58     | 62     | 178   |